# Pintupi
Le pintupi (ou pintupi-luritja, des noms de deux groupes qui parlent la langue) est une langue aborigène de la famille pama-nyungan, parlée dans le territoire du Nord, en Australie.
En 2016, 147 personnes déclarent parler le pintupi à la maison.
Le pintupi est une langue avec une grande variété de mots et de phonèmes. Elle a également une structure grammaticale complexe, avec de nombreux préfixes et suffixes qui peuvent être utilisés pour exprimer des concepts tels que la possession, le temps et la direction.
Le pintupi a une longue histoire et a été parlé par les Pintupi pendant des millénaires[réf. nécessaire]. Cependant, comme de nombreuses autres langues autochtones en Australie, elle a été gravement menacée au cours des derniers siècles en raison de l'influence de la langue anglaise et des politiques assimilationnistes. Aujourd'hui, le pintupi est parlé par environ 400 personnes et est considéré comme une langue en danger par l'UNESCO.

## Phonologie
Les tableaux présentent la phonologie du pintupi, les voyelles et les consonnes.

### Voyelles
|        | antérieure    | postérieure   |
| ------ | ------------- | ------------- |
| fermée | i [i] ii [iː] | u [u] uu [uː] |
| basse  | a [a] aa [aː] | a [a] aa [aː] |

### Consonnes
|              |              | Bilabiales | Alvéol. | Rétrofl. | Dorsales | Dorsales |
| ------------ | ------------ | ---------- | ------- | -------- | -------- | -------- |
| Palatales    | Vélaires     | Bilabiales | Alvéol. | Rétrofl. |          |          |
| Occlusives   | Occlusives   | p [p]      | t [t]   | rt [ʈ]   | c [c]    | k [k]    |
| Nasale       | Nasale       | m [m]      | n [n]   | rn [ɳ]   | ny [ɲ]   | ng [ŋ]   |
| liquide      | liquide      |            | l [l]   | rl [ɭ]   | ly [ʎ]   |          |
| roulée       | roulée       |            | rr [r]  | r [ɽ]    |          |          |
| Semi-voyelle | Semi-voyelle | w [w]      |         |          | y [j]    |          |